# NGC 1514
NGC 1514 је планетарна маглина у сазвежђу Бик која се налази на NGC листи објеката дубоког неба.
Деклинација објекта је + 30° 46' 35" а ректасцензија 4h 9m 17,0s. Привидна величина (магнитуда) објекта NGC 1514 износи 10,9 а фотографска магнитуда 10,0. NGC 1514 је још познат и под ознакама PK 165-15.1, CS=9.4.